# Charles Zulu
Charles Zulu (sinh ngày 2 tháng 1 năm 1996) là một cầu thủ bóng đá người Zambia thi đấu ở vị trí tiền vệ cho câu lạc bộ Cape Town City của Nam Phi và Đội tuyển bóng đá quốc gia Zambia.

## Sự nghiệp quốc tế
Zulu ra mắt quốc tế cho Zambia năm 2014, thi đấu hết 90 phút trong trận đấu tại Vòng loại Cúp bóng đá châu Phi 2015 trước Niger. Anh ghi bàn đầu tiên tại Cúp COSAFA 2016; với chiến thắng 3–2 trước Lesotho.

## Thống kê sự nghiệp

### Quốc tế
Tính đến trận đấu diễn ra ngày 14 tháng 11 năm 2017.
| Đội tuyển quốc gia | Năm       | Số trận | Bàn thắng |
| ------------------ | --------- | ------- | --------- |
| Zambia             | 2014      | 3       | 0         |
| Zambia             | 2015      | 5       | 0         |
| Zambia             | 2016      | 4       | 1         |
| Zambia             | 2017      | 0       | 0         |
| Tổng cộng          | Tổng cộng | 12      | 1         |

### Bàn thắng quốc tế
Tỉ số và kết quả liệt kê bàn thắng của Zambia trước.
| #  | Ngày                | Địa điểm                                   | Đối thủ | Tỉ số | Kết quả | Giải đấu        |
| -- | ------------------- | ------------------------------------------ | ------- | ----- | ------- | --------------- |
| 1. | 21 tháng 6 năm 2016 | Sân vận động Sam Nujoma, Windhoek, Namibia | Lesotho | 3–2   | 3–2     | Cúp COSAFA 2016 |